# Versicherungsvertreter
Versicherungsvertreter ist ein Beruf, der für einen Versicherer ausgeübt wird. Der Oberbegriff gemäß § 59 Abs. 1 VVG lautet Versicherungsvermittler.  
Zur Situation in Österreich siehe Versicherungsagent (Österreich).

## Provisionshöhen
Die Provisionhöhen variieren teilweise extrem, abhängig in welchem Verhältnis man zu dem Versicherer steht und welchen Umsatz man generiert.
Firmengebundene Ausschließlichkeitsvertreter erhalten ca. 60 % der Vergütung eines freien Maklers, in Strukturvertrieben fängt man bei ca. 10 % an. Das am 6. August 2014 in Kraft getretene Lebensversicherungsreformgesetz hat die zillmerfähige Abschlussprovision in der Lebensversicherung von 40 auf 25 Promille herabgesenkt.
Übliche Provisionshöhen sind:
- Private Krankenversicherung: 5–9 Monatsbeiträge + bis zu 2 % des Jahresbeitrages als Bestandspflegeprovision
- Lebensversicherungen: bis zu 25 Promille bezogen auf die Versicherungssumme + bis zu 2 % des Jahresbeitrages als Bestandspflegeprovision
- Sachversicherungen: bis zu 80 % des Erstjahresbeitrags bei 5-Jahresverträgen, in den Folgejahren 9–15 % des Folgebeitrages.
- Kfz.-Versicherungen: 3–12 % des Beitrages, sowohl als Abschlussprovision als auch als Bestandspflegeprovision